# Sempre sempre
Sempre sempre è un album del duo musicale italiano Al Bano & Romina Power, pubblicato in Italia e in altri paesi europei nel 1986, arrivato in terza posizione anche in Austria.

## Descrizione
La canzone che dà il titolo all'album è una tra le più famose del loro repertorio.
Andrea è una cover della canzone di Massimo Bubola e Fabrizio De André.
In Lord Byron ci sono alcuni versi del poema Childe Harold's Pilgrimage, del poeta inglese dal cui nome cui la canzone prende il titolo, versi recitati molti anni prima dall'attore Tyrone Power (padre di Romina).
La voce di bambino nella canzone Settembre è di Cristèl Carrisi.
L'album venne ristampato nel 1987 con l'aggiunta della canzone Nostalgia canaglia classificatasi al terzo posto al Festival di Sanremo 1987.
L'album è stato pubblicato anche in lingua spagnola, col titolo Siempre siempre, per il mercato della Spagna e dell'America Latina.

## Tracce
1. Sempre sempre – 3:58 (Claude Lemesle, Michel Carrè, Michel Gouty, Vito Pallavicini)
2. Saranda-Okinawa – 4:03 (Albano Carrisi, Vito Pallavicini)
3. Mambo di Rambo – 3:04 (Albano Carrisi, Vito Pallavicini)
4. Settembre – 3:23 (Albano Carrisi, Vito Pallavicini, Willy Molco)
5. Andrea – 5:43 (Fabrizio De André, Massimo Bubola)
6. Love – 3:43 (Ninni Carucci, Romina Power)
7. C'est facile – 3:48 (Andrea Sacchi, Romina Power)
8. Verso il duemila – 4:17 (Andrea Sacchi, Willy Molco)
9. Caro amore – 4:05 (Albano Carrisi, Vito Pallavicini, Willy Molco)
10. Lord Byron – 3:03 (Andrea Sacchi, Romina Power)

### Siempre siempre
L'edizione del disco in lingua spagnola pubblicata in Spagna e in America Latina
1. Siempre siempre (Claude Lemesle, Michel Carrè, Michel Gouty, Vito Pallavicini)
2. Saranda-Okinawa (Albano Carrisi, Vito Pallavicini)
3. Mambo di Rambo (Albano Carrisi, Vito Pallavicini)
4. Diciembre (Albano Carrisi, Vito Pallavicini, Willy Molco)
5. Andrea (Fabrizio De Andrè, Massimo Bubola)
6. Love (Ninni Carucci, Romina Power)
7. C'est facile (Andrea Sacchi, Romina Power)
8. Jóvenes (Andrea Sacchi, Willy Molco)
9. Este amor (Albano Carrisi, Vito Pallavicini, Willy Molco)
10. Lord Byron (Andrea Sacchi, Romina Power)

## Formazione
- Al Bano, Romina Power – voce
- Shane Dempsey – batteria, programmazione
- Martin Grassl, Anthony Monn, Walter Schmid, Geoff Bastow – tastiera
- Gunther Gebauer – basso
- Peter Weihe – chitarra
- Claudia Schwarz, Edith Prock, Mario Argandona, Renate Maurer, Wolly Emperhoff – cori

## Classifiche
| Classifica | Posizione |
| ---------- | --------- |
| Austria    | 3         |